# H. Leivick

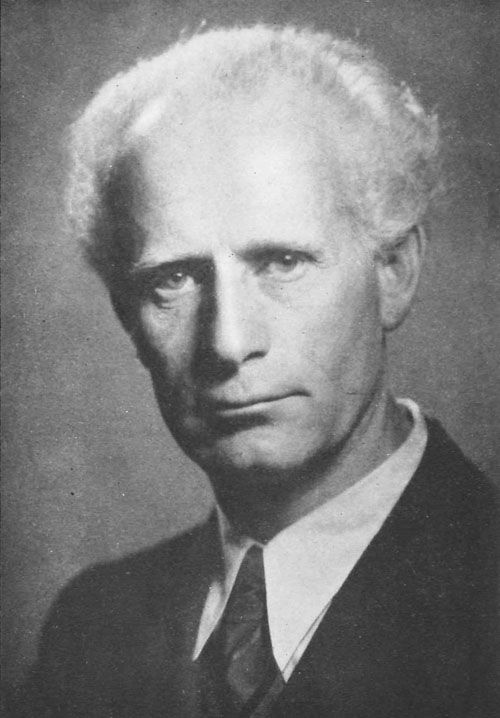
H. Leivick um 1940

H. Leivick (jiddisch ה. לייוויק) ist das Pseudonym von Leivick Halpern (* 25. Dezember 1888 in Igumen in Kaiserreich Russland; † 23. Dezember 1962 in New York), einem jiddischsprachigen Dichter der Moderne. Er gehörte der Dichtergruppe Di Yunge an. Sein Pseudonym wählte er, um Verwechslungen mit Moyshe-Leyb Halpern zu vermeiden, der ebenfalls ein Mitglied der Gruppe Di Yunge war.
Das bekannteste Werk von H. Leivick ist Der Golem, ein dramatisches Poem in acht Szenen aus dem Jahr 1921.

## Biografie

### Kindheit und Jugend im zaristischen Russland
H. Leivick wurde im Dezember 1888 in Igumen (heute Tscherwen), einer kleinen Stadt in Belarus, als ältestes von neun Kindern geboren. Der Vater, ein "Kohen und ein tobender Mann", stammte aus einer Minsker Rabbinerfamilie. Er arbeitete als Lehrer auf einem niederen Rang jüdischer Bildung: Er unterrichtete Mägde darin, Briefe in Jiddisch zu verfassen.
Ab dem Alter von fünf Jahren erhielt H. Leivick eine traditionelle jüdische Bildung im Cheder. Mit zehn Jahren wurde er in die Jeschiwe in die nächstgrößere Stadt geschickt, wo er mehrere Jahre mit dem Studium des Talmuds von früh morgens bis spät in die Nacht zubrachte, in der Jeschiwe schlief, und in verschiedenen privaten jüdischen Haushalten zum Essen zu Gast war. Er war oft hungrig und krank und litt an Geschwüren an den Beinen, die er dem Hunger zuschrieb, wie er später in seinem Drama-Poem "Die Ketten des Messias" anschaulich schilderte. Das Studium in der Jeschiwe bescherte ihm jedoch auch ein gutes Maß an weltlicher Bildung, da der Rosch der Jeschiwe, ein aufgeklärter Mann, neben dem traditionellen Talmud-Studium hebräische Grammatik unterrichten ließ und das Lesen weltlicher Bücher in Hebräisch und in hebräischer Übersetzung beförderte.
Während der russischen Revolution von 1905 besuchte H. Leivick illegale Versammlungen und schloss sich dem Bund, einer im Untergrund agierenden jüdischen sozialdemokratischen Partei, an. Der Bund förderte das Jiddische als Nationalsprache der Massen, gegen die "klerikale Sprache" Hebräisch. Leivick, obwohl Kohen, ging nicht mehr in die Synagoge und wechselte in seinen Gedichten vom Hebräischen zum Jiddischen.

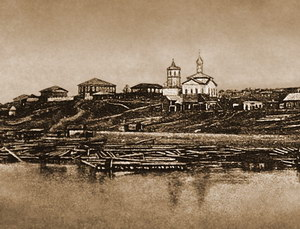
Witim, Verbannungsort von H. Leivick

Im Jahr 1906 wurde Leivick von der zaristischen Polizei verhaftet. Er wurde zu vier Jahren Zwangsarbeit und lebenslanger Verbannung nach Sibirien verurteilt. In seiner Minsker Haftzeit schrieb er seine erste dramatische Dichtung: "Die Ketten des Messias". Im März 1912, nach verbüßter Haftzeit, trat er die Deportationsreise nach Sibirien an. An Bord eines Gefängnisschiffe gelangte er schließlich, nach wochenlanger Fahrt den Fluss Lena hinauf, an den Ort seiner Verbannung, das Dorf Witim.
Mit Hilfe einer Organisation von im amerikanischen Exil lebenden Revolutionären, die dem jungen Dichter Geld schickte, entkam H. Leivick aus der sibirischen Verbannung. Mit einem Pferdeschlitten reiste er einige Monate bis zum nächsten Bahnhof und segelte schließlich, nachdem er über das europäische Russland nach Deutschland fliehen konnte, im Sommer 1913 nach Amerika.

### Exil in Amerika
In Amerika lebte H. Leivick zunächst in Philadelphia, wo er in einem Textilunternehmen arbeitete und erste Gedichte in einer Jiddischen Tageszeitung veröffentlichte. Wenig später übersiedelte er nach New York, wo er sich der Dichtergruppe Di Yunge anschloss, einer avantgardistischen Vereinigung junger jiddischsprachiger Schriftsteller, die ihre Arbeiten in gemeinsamen Anthologien herausgab.
Wie die anderen Mitglieder der Gruppe Di Yunge veröffentlichte H. Leivick in den 1920er Jahren seine Gedichte und dramatischen Poeme in der kommunistischen Tageszeitung Frayhayt und der Monatsschrift Der Hamer. Er besuchte die Sowjetunion und seine belorussische Heimat, und ein Buch mit seinen Gedichten wurde in Moskau veröffentlicht, erntete jedoch Kritik wegen des darin enthaltenen "Pessimismus". Im Jahr 1929, als die Kommunisten die Pogrome gegen die Juden in Palästina als Ausdruck der arabischen Revolution sahen, brach Leivick wie andere jüdische Autoren mit der kommunistischen Presse. In Äußerungen jener Zeit gab H. Leivick der tiefen Besorgnis der jüdischen Intellektuellen für die Erhaltung ethischer Werte im Angesicht der vergötterten Revolution Ausdruck.
Wie andere Schriftsteller seiner Generation war H. Leivick als Redakteur und Journalist aktiv. Von 1932 bis 1934 war er Mitherausgeber der Zeitschrift Jiddisch. Zwischen 1936 und 1952 gab er gemeinsam mit Joseph Opatoshu acht große Anthologien heraus, die Zamlbikher, Zusammenstellungen der besten jiddischen Schriftsteller der Zeit. Von 1936 bis zu seinem Tod war er regelmäßiger Autor von Gedichten und Artikeln in der jiddischsprachigen New Yorker Tageszeitung Der Tog.
Im Jahr 1936 vertrat Leivick den jiddischen P.E.N. Club auf dem internationalen P.E.N.-Kongress in Buenos Aires. In seiner Ansprache sagte er: "Das Hauptproblem unserer Literatur im zwanzigsten Jahrhundert ist: Wie eine Synthese zwischen dem Nationalen und dem Universalen finden? ... Juden und Welt – das ist das zentrale Drama unseres Lebens und unserer Literatur". Im Jahr 1937 nahm H. Leivick am Weltkongress für Jiddische Kultur in Paris teil und gehörte dort zu den Mitbegründern des YKUF (Yiddisher Kultur Farband), eines einflussreichen, am Volksfront-Modell orientierten Zusammenschlusses von Schriftstellern und Kulturschaffenden unterschiedlicher politischer Richtungen aus der ganzen Welt. 1939, nach dem Hitler-Stalin-Pakt, brach Leyvik die Beziehungen zur Linken ab und trat aus dem YKUF aus. 1958 erhielt Leivick die Ehrendoktorwürde des Hebrew Union College und im Jahr 1961 eine Ehrenmedaille vom National Jewish Welfare Board. Er starb im Jahr 1962.

## Literarisches Werk

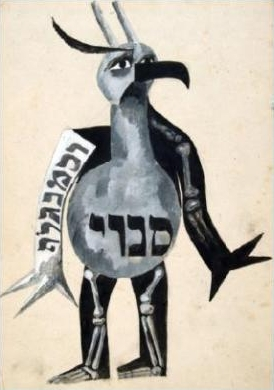
Ignaty Nivinsky: Amulut (Kostümentwurf für Der Golem am Staatlichen Jiddischen Theater Moskau) (1925)

H. Leivick avancierte im amerikanischen Exil zu einer der prominentesten Dichterfiguren in der Welt der jiddischen Literatur. Sublimiertes Leid, messianischer Eifer, ein mystischer Klang, ein naiver Humanismus, neoromantische Musikalität und harmonische Linien, geprägt vom russischen Symbolismus, kennzeichnen seine Gedichte. Er verwandelte die Demütigungen und Härte seines Vaters in die Apotheose einer Vaterfigur. Seine Kindheitsleiden, verbunden mit den Qualen seiner Gefängnisjahre, übersetzte er in die Sprache der traditionellen jüdischen Mythologie. Hiob, Isaaks Bindung, der Golem von Prag, der Messias in Ketten – dies sind die Gegenstände seiner Visionen, insbesondere in seiner dramatischen Dichtung. Für seine Leser wurden die Stationen seiner Biografie Teil einer symbolischen Leidensperson. In seinem Versen finden sich Anklänge an Dostojewski, aus ihnen sprechen messianische Sehnsucht, frustrierte revolutionäre Träume und sensible individuelle Empfindsamkeit in einer Welt voller Härte. Verbannung und Revolution, die Erfahrung einer ganzen sich gegen Unterdrückung und Enge des orthodoxen Judentums empörenden Generation, fanden in der neoromantischen Sprache des Dichters ihre lyrische Entsprechung in "Goles un Geule" (Galuth und Geulah), Exil und Erlösung.
Zwischen 1917 und 1920 schrieb Leivick vier apokalyptische, visionäre Gedichte, die die schrecklichen Pogromwellen in Osteuropa reflektierten. Eines von ihnen, "Der Wolf", wurde während der Schoa als eine symbolische Vorahnung wiederentdeckt.
H. Leivicks poetisches Drama Der Golem, 1921 in einer Zeit der Revolution und der messianischen Erwartung veröffentlicht, hatte einen enormen Einfluss auf die jiddische Literatur. Das Lexikon der Neuen Jiddischen Literatur führt dazu aus: "Die Gegenstände, über die die Leute lasen und wieder lasen, diskutierten und schrieben: Befreiung und Erlösung der jüdischen Welt, die Rolle der Materie und die Rolle des Geistes im Prozess der Erlösung, der jüdische Messias und der christliche Erlöser, der Maharal und der Golem von Prag, die Massen und das Individuum, Schöpfer und Schöpfung, Realismus und Symbolismus – all dies rührte in den 1920er Jahren von Leivicks Golem her".
In den letzten vier Jahren seines Lebens war Leyvik gelähmt und unfähig zu sprechen. Während dieser Zeit wurde sein Haus eine Pilgerstätte zahlreicher Schriftsteller und Freunde. Das Lexikon der Neuen Jiddischen Literatur beschreibt: "Sein Aussehen, sein Verhalten seinen Besuchern gegenüber, wie er sie umarmte und seine Freunde küsste, erinnerte an die Leiden Hiobs, die Agonie von Isaaks Opferung, erinnerte an den Starzen Sosima in Dostojewskis Brüder Karamasow ".

## Werke und Ausgaben

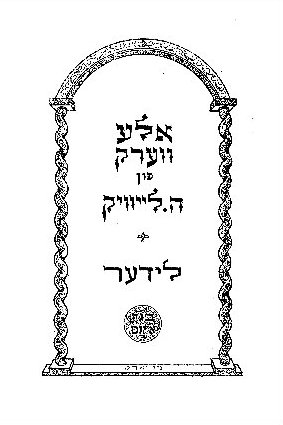
Deckblatt der Gesamtausgabe von 1940

(Die Umschrift folgt zur besseren Auffindbarkeit der Bücher der Umschrift in amerikanischen Bibliothekskatalogen.)
Gedichtbände
- Lider. Insel, New York 1919.
- In keynems land. Farlag Kultur Lige, Warschau 1923.
- Lider. Fraynt, New York 1932.
- Lider fun Gan eydn, 1932–1936. Poems. Tseshinski, Chicago 1937.
- A blat oyf an eplboym. Kiyem, Buenos Aires 1955.

Dramen und dramatische Poeme
- Der goylem. A dramatishe poeme in akht bilder. New York: Farlag Amerike, 1921.
- Shmates. Drame in fir aktn. Vilnius: B. Kletskin, 1928.
- Shap. Drame in fir aktn. Vilnius: B. Kletskin, 1928.
- Geklibene verk. Keytn: drame in dray aktn. Hirsh Lekert: dramatishe poeme in zeks bilder. 2 Bände, Vilnius: B. Kletskin, 1931.
- Di geule komedye. Der goylem Cholemt. Dramatishe poeme in elf bilder. Chicago: Farlag L.M. Shtayn, 1934.
- Abelar un Heluis. Dramatische poeme in dray stsenes. Warschau(?): Literarische Bletter, 1936.
- Mehar'm fun Rutenberg. Dramatishe poeme in zibn bilder. New York: H. Leyvik Yubiley Fond, 1945.
- Nit-gedrukte drames. Buenos Aires: Alveltlekher Yidisher Kultur-Kongres, 1973.

Schriften
- Mit der sheyres ha-pleyteh. [New York?]: H. Leyvik yubiley-fund, durkhn Tsiko-farlag, 1947.

Gesammelte Werke
- Geklibene verk. Ale verk fun H. Leyvick. 5 Bände. Vilnius: B. Kletskin, 1925.
- Ale verk fun H. Leyvik. 2 Bände. New York: H. Leyvik yubiley-komitet, 1940/1942.
- Oysgeklibene shriftn. Buenos Aires: Yosef Lifshits-fond fun der literatur-gezelshaft baym Yivo, 1963.

Anthologien
- Reuben Eisland, Halper Leivick, Mani-Leib u.a: Der Inzel. Literarishe Zamelbikher. Ershter Buch. New York: Insel, 1918. (SSDYL 0-657-05669-3)
- Joseph Opotashu, H. Leivick: Zamlbikher. 8 Bände. New York, 1936.

H. Leyvick in den "1000 Essential Yiddish Books" der Steven Spielberg Digital Yiddish Library
- Ale verk fun H. Leyvik. Jubiley oysg. 2 Bände: 1. Bd.: Lider un poemes 1914–1940, (SSDYL 0-657-00162-7). 2. Bd.: Dramatishe poemes 1914–1940, (SSDYL 0-657-00163-5), New York, H. Leyvik Jubilej-Komitet, 1940.
- Di chasene in Fernvald. Dramatishe poeme in elf stsenes New York, Tsiko-Farlag, 1949, (SSDYL 0-657-00160-0).
- In di teg fun Iyov. Dramatishe poeme in sibn bilder. 210, S. 23 cm. New York, Tsiko-Farlag, 1953. (SSDYL 0-657-00193-7).
- Mit der scheyres ha-pleyteh New York, H. Leyvik Jubilej-fund, Tsiko-Farlag, 1947. (SSDYL 0-657-00048-5).
- Nit-gedrukte drames Buenos-Aires, Alweltlekher Jidischer Kultur-Kongres, 1973, (SSDYL 0-657-08250-3).
- Oyf tsarischer katorge Tel-Aviv. Farlag Y.L. Perets. 1959.